# Neuroaid
"NeuroAiD" es un tratamiento oral de origen natural que se toma para recuperar después de un derrame cerebral.
Originado de la medicina china tradicional (MCT), NeuroAiD fue desarrollado en China para ayudar a los pacientes a recuperar sus funciones neurológicas dañadas durante el ACV. Desde el 2006 una versión mejorada de NeuroAiD está siendo comercializada fuera de China por la empresa de biotecnología Moleac Pte Ltd destacada en Singapur.

## Información general

### NeuroAiD I y NeuroAiD II
Existen dos versiones de Neuroaid: NeuroAiD (MLC601) et NeuroAiD II (MLC901). MLC 601 y 901 hacen referencia a las distintas mezclas de componentes naturales contenidas en el tratamiento.
NeuroAiD es principalmente prescrito por neurólogos y es distribuido localmente en algunos países en su mayoría situados en Asia y el Medio Oriente. Los médicos prescriben varias medicinas para prevenir un ACV secundario. NeuroAiD está considerado como una complemento al tratamiento de prevención.
NeuroAiD ayuda a la recuperación de las funciones neurológicas (motrices, sensitivas y cognitivas) perdidas a causa del derrame. Registrado como Medicina China Tradicional en Singapur (en julio del 2006), NeuroAiD es vendido localmente sobre el mostrador.

### Composición
NeuroAiD está compuesto de 14 ingredientes tomados de la farmacopea china y los principales ingredientes son Radix Astragali, Radix Salviae Miltiorrhizae, Radix Paeoniae Rubra, Radix Polygalae, y Radix Angelicae Sinsensis.

### Estándares de calidad
NeuroAiD se produce conforme a las buenas prácticas de fabricación (en inglés Good Manufacturing Practice, GMP) que están en vigor. En 2002, las MCT fueron reconocidas como medicinas por parte entera por la Organización Mundial de la Salud (OMS).
NeuroAiD sigue las recomendaciones de la Organización Mundial de la Salud sobre la calidad: es sistemáticamente sometido a exámenes para confirmar la ausencia de metales pesados así como a pruebas microbiológicas. Las materias primas son verificadas de acuerdo con los estandartes industriales en vigor y la dosificación recomendada corresponde al uso tradicional.

## Dosificación
El tratamiento indicado es de cuatro cápsulas tres veces al día durante tres meses. Existe también un tratamiento “inicial” de un mes de tratamiento.

## Mecanismo de acción de NeuroAiD
El último estudio demostró las propiedades neuroprotectivas, neuroproliferativas y neuroplastivas de NeuroAiD 601 después de un derrame cerebral.
Fue probado que Neuroaid estimula la secreción de BDNF. Los resultados in vitro e in vivo muestran que Neuroaid refuerza las células contra las agresiones de glutamate, aumenta el crecimiento de neuronas, sus conexiones y reduce el volumen del infarto lo que mejora las funciones neurológicas post-ACV.

## Seguridad y eficacia
Neuroaid no terminó las cuatro fases de ensayo clínico necesarios para estar registrado como medicina en Europa y en los Estados-Unidos. Sin embargo, este tratamiento está registrado e en varios países de Asia y del Medio Oriente donde es vendido como un suplemento dietético tomado por los pacientes para la recuperación post-ACV. MLC 901 estará disponible en 2010 como suplemento nutricional en los Estados Unidos.[actualizar]

### Interacciones y efectos secundarios
Ensayos clínicos mostraron que Neuroaid no interactúa con la aspirina.
Efectos secundarios observados durante los ensayos clínicos: migraña, náusea, vómito y garganta seca haciendo que el paciente necesite beber más agua. Estos efectos secundarios fueron reportados en 0,5% de los pacientes sometidos a los exámenes.

### Tests bioquímicos
Testeos bioquímicos conducidos en 2008, mostraron que Neuroaid no modifica la homeostasis, la hematología y la bioquímia en individuos sanos o habiendo sufrido de un ACV. Este test bioquímico no reveló ninguna interacción con la aspirina.
El tratamiento no aumenta los riesgos de hemorragia, de trombosis y no tiente ningún efecto sobre la presión arterial, el funcionamiento del hígado o de los riñones.

## Eficacia

### Estudios de laboratorios
El equipo de los profesores C. Heurteaux et Michel Lazdunski demostró sobre un modelo animal con una ischemia focal que Neuroaid (MLC601) tiene funciones neuroprotectoras, neuroplásticas y neuroproliferaticas (neurogénesis). Esto significa que el tratamiento tiene tres efectos: primero fortalecer las neuronas (neuroprotección), en seguida estimular las neuronas todavía vivas después del ACV para que puedan efectuar labores que no podían efectuar inicialmente y por fin provocar el crecimiento de nuevas neuronas en el cerebro.

### Ensayos clínicos

#### Ensayo clínico a grande escala en fase crónica del ACV
En enero del 2009, la revista [Stroke] publicó un papel resumiendo el ensayo clínico que compara Neuroaid a otra Medicina China Tradicional en 605 pacientes habiendo sufrido un ACV. Los pacientes empezaron el tratamiento entre dos semanas y seis meses después de sus ACV. Los resultados del ensayo mostraron que Neuroaid da 2.4 más posibilidades de recuperar su independencia y de reducir hasta un 25 % las discapacidades motrices. No hubo efectos secundarios significativos conocidos en este ensayo.

#### Ensayo clínico a gran escala en fase afilada del ACV
Un ensayo clínico de gran amplitud es actualmente conducido siguiendo los más actuales métodos de ensayos clínicos sobre los ACV y observando reglas ICH y GCP. Se administra a los pacientes reclutados cuatro cápsulas tres veces al día durante tres meses en adición al tratamiento médico usual. El protocolo del ensayo fue publicado en la revista científica “international journal of stroke” y las actualizaciones están publicadas regularmente en clinicaltrial.gov.

#### Otros proyectos piloto

##### Tiers
Un ensayo piloto de fase II doble ciego, randomizado y placebo controlada llamado TIERS fue conducido en 40 pacientes recibiendo cuatro cápsulas tres veces al día durante cuatro semanas. Los pacientes que participaron en el ensayo empezaron el tratamiento a menos de un mes después de su ACV. Los resultados publicados en 2009 mostraron que Neuroaid era un 58% más eficaz que el panel placebo y que los cinco pacientes que mejor reaccionaron con Neuroaid se recuperaron un 39% más que los cinco mejores pacientes tratados con placebo.

##### European Neurology
El ensayo llamado European Neurology fue conducido en el 2008 en 10 pacientes entre una semana y seis meses después de sus ACV. Se notó progreso en el chequeo motor y en las funciones de la visión y del habla. Los resultados del caso son los siguientes: seis rehabilitaciones completas, dos buenas rehabilitaciones, una media rehabilitación y una mala rehabilitación.